# FIVB Beach Volleyball World Tour
FIVB Beach Volleyball World Tour (före 1997  FIVB Beach Volleyball World Series) var en beachvolleybollturnering som hölls årligen från 1989 för män och 1992 för kvinnor fram tills 2021. Tävlingen arrangerades av det internationella volleybollförbundet (Fédération Internationale de Volleyball). Den bestod av ett antal tävlingar som var rankade olika högt (en till fem stjärnor) som gav per poäng (ungefär som ATP-touren). De lag som tagit flest poäng utsågs till segrare. 

## Relation till andra tävlingar
I oktober 2021 meddelades det att turneringen skulle ersättas av Volleyball World Beach Pro Tour från kommande år.
Från 2006 till 2018 fanns i Europa tävlingsserierna CEV Beach Volleyball Masters och CEV Beach Volleyball Satellite. De ersattes 2018 av en- och tvåstjärneturneringar på touren.

## Segrare
| År   | Herr                                                                                           | Dam                                                                                            |
| ---- | ---------------------------------------------------------------------------------------------- | ---------------------------------------------------------------------------------------------- |
| 1989 | Sinjin Smith (1) / Randy Stoklos (1)                                                           |                                                                                                |
| 1990 | Sinjin Smith (2) / Randy Stoklos (2)                                                           |                                                                                                |
| 1991 | Sinjin Smith (3) / Randy Stoklos (3)                                                           |                                                                                                |
| 1992 | Sinjin Smith (4) / Randy Stoklos (4)                                                           | Karolyn Kirby (1) / Nancy Reno                                                                 |
| 1993 | Roberto Lopes (1) / Franco Neto (1)                                                            | Karolyn Kirby (2) / Liz Masakayan                                                              |
| 1994 | Jan Kvalheim / Bjørn Maaseide                                                                  | Mônica Rodrigues / Adriana Samuel                                                              |
| 1995 | Roberto Lopes (2) / Franco Neto (2)                                                            | Sandra Pires (1) / Jackie Silva (1)                                                            |
| 1996 | Zé Marco de Melo (1) / Emanuel Rego (1)                                                        | Sandra Pires (2) / Jackie Silva (2)                                                            |
| 1997 | Zé Marco de Melo (2) / Emanuel Rego (2)                                                        | Adriana Behar (1) / Shelda Bede (1)                                                            |
| 1998 | Rogério Ferreira / Guilherme Marques                                                           | Adriana Behar (2) / Shelda Bede (2)                                                            |
| 1999 | José Loiola / Emanuel Rego (3)                                                                 | Adriana Behar (3) / Shelda Bede (3)                                                            |
| 2000 | Zé Marco de Melo (3) / Ricardo Santos (1)                                                      | Adriana Behar (4) / Shelda Bede (4)                                                            |
| 2001 | Tande Ramos / Emanuel Rego (4)                                                                 | Adriana Behar (5) / Shelda Bede (5)                                                            |
| 2002 | Mariano Baracetti / Martín Conde                                                               | Misty May / Kerri Walsh                                                                        |
| 2003 | Emanuel Rego (5) / Ricardo Santos (2)                                                          | Ana Paula Connelly (1) / Sandra Pires (3)                                                      |
| 2004 | Emanuel Rego (6) / Ricardo Santos (3)                                                          | Adriana Behar (6) / Shelda Bede (6)                                                            |
| 2005 | Emanuel Rego (7) / Ricardo Santos (4)                                                          | Larissa França (1) / Juliana Silva (1)                                                         |
| 2006 | Emanuel Rego (8) / Ricardo Santos (5)                                                          | Larissa França (2) / Juliana Silva (2)                                                         |
| 2007 | Emanuel Rego (9) / Ricardo Santos (6)                                                          | Larissa França (3) / Juliana Silva (3)                                                         |
| 2008 | Harley Marques / Pedro Solberg Salgado                                                         | Shelda Bede (7) / Ana Paula Connelly (2)                                                       |
| 2009 | Julius Brink / Jonas Reckermann                                                                | Larissa França (4) / Juliana Silva (4)                                                         |
| 2010 | Phil Dalhausser / Todd Rogers                                                                  | Larissa França (5) / Juliana Silva (5)                                                         |
| 2011 | Alison Cerutti (1) / Emanuel Rego (10)                                                         | Larissa França (6) / Juliana Silva (6)                                                         |
| 2012 | Jake Gibb / Sean Rosenthal                                                                     | Larissa França (7) / Juliana Silva (7)                                                         |
| 2013 | Aleksandrs Samoilovs (1) / Jānis Šmēdiņš (1)                                                   | Talita Antunes (1) / Taiana Lima                                                               |
| 2014 | Aleksandrs Samoilovs (2) / Jānis Šmēdiņš (2)                                                   | Maria Elisa Antonelli / Juliana Silva (8)                                                      |
| 2015 | Alison Cerutti (2) / Bruno Oscar Schmidt                                                       | Ágatha Bednarczuk (1) / Bárbara Seixas                                                         |
| 2016 | Aleksandrs Samoilovs (3) / Jānis Šmēdiņš (3)                                                   | Laura Ludwig / Kira Walkenhorst                                                                |
| 2017 | Evandro Oliveira / André Stein                                                                 | Talita Antunes (2) / Larissa França (8)                                                        |
| 2018 | Anders Mol (1) / Christian Sørum (1)                                                           | Ágatha Bednarczuk (2) / Eduarda Lisboa                                                         |
| 2019 | Anders Mol (2) / Christian Sørum (2)                                                           | Melissa Humana-Paredes / Sarah Pavan                                                           |
| 2020 | Inga segrare utsågs då flera tävlingar ställts in eller skjutits upp p.g.a. COVID-19-pandemin. | Inga segrare utsågs då flera tävlingar ställts in eller skjutits upp p.g.a. COVID-19-pandemin. |
| 2021 | Cherif Samba (1) / Ahmed Tijan (1)                                                             | Ágatha Bednarczuk (3) / Eduarda Lisboa (2)                                                     |